# 브레인 서바이버
《브레인 서바이버》(Brain Survivor)는 대한민국의 문화방송에서 제작 · 방영했던 일요일 일요일 밤에의 코너로 2002년 7월 21일부터 2005년 4월 17일까지 방송되었다. MC는 김용만이 맡았으며 ‘지식이 필요없는 퀴즈 프로그램’이라는 타이틀을 내놓았다.
한편, MC 김용만은 해당 코너 팀이 뭉친 세바퀴 진행자 물망에 한때 거론됐으나 고사했는데 김용만이 세상을 바꾸는 퀴즈 MC 제의를 고사한 뒤 선택한 '고수가 왔다' 코너 출연진 중의 한 명이었던 김제동은 김용만이 그랬던 것처럼 이 코너 때문에 세상을 바꾸는 퀴즈 진행자 자리를 뿌리쳤다.

## 게임 방식
총 3라운드에 거쳐서 최후의 1인이 모교장학금을 기증한다.
2002년 7월 21일~2003년 1월 26일까지는 4라운드까지 진행했으며, 2003년 2월 2일부터는 파이널 라운드까지 경기를 치렀다.

### 2002년 7월 21일~2003년 1월 26일
- 1라운드 : 16명중 상위 10명 진출
- 2라운드 : 10명중 토너먼트 대결로 5명 진출
- 3라운드 : 5명중 2명 결승 진출 (간혹 3명이 진출한 적도 있다)
- 4라운드 : 결승전

### 2003년 2월 2일~2005년 1월 23일
- 1라운드 : 16명중 상위 10명 진출
- 2라운드 : 10명중 2명 결승 진출 (오답이면 바로 탈락- 단, 한 문제에서 한 명 이하의 정답자가 나올 경우에는 그 문제에서 탈락한 사람에게도 재도전 기회가 주어졌다.)
- 3라운드 : 파이널 라운드

### 2005년 1월 30일~2005년 4월 17일
- 1라운드 : 16명중 상위 10명 진출
- 2라운드 : 10명중 4명 결승 진출 (4문제로 한문제당 정답을 빨리 맞힌 한명씩 결승진출)
- 3라운드 : 파이널 라운드

## 1 라운드 역대 문제
- 지나가는 숫자:지나가는 숫자를 보고 숫자를 누른다 지나가다가 숫자가 사라지거나,합쳐지거나,위로 올라가거나,돌아가거나,순간포착으로 나오거나 여러 가지로 변형되어 나온다 원통굴리기,야구공속 숫자,보름달속 숫자문제와 비슷함
- 지나가는 그림:두종류의 그림이 같이 지나가는데 어떤것이 몇개인지 센다.
- 숫자 조합문제:4개의 숫자공이 나타난다 조합해서 가장 큰수,작은수를 만든다
- 밑에는 있지만 위에는 없는 카드:밑에 있지만 위에는 없는 카드를 밑에 보기중 하나를 선택한다
- 로또구구단:로또기계속에 숫자 2개를 이용해 말그대로 곱셈한다 어떤경우에는 특정숫자를 더하거나 빼는 경우도 있다
- 다른 그림 찾기:4장,6장,8장중 다른 그림을 찾는다 그림이거나 영화포스터로 나온다
- 관계없는 그림 찾기:5개의 사진가운데서 관계없는 사진을 고른다 4명의 인물과 관계는 있지만 한명의 인물이 관계가 없거나 4명의 인물사진은 동일인물이고 한명은 다른 인물일수도 있다.
- 합쳐진 그림 찾기:양쪽에서 다가오는 그림을 보고 합쳐진 그림,글자,한자를 선택한다
- 가장 큰 숫자,작은 숫자 찾기:9개의 보기중에 가장 큰숫자 혹은 작은 숫자를 선택한다.
- 어울리는 의상,안어울리는 의상 찾기:위에 사람이 나오면 그 사람에게 어울리는 의상 혹은 안어울리는 의상을 찾는다
- 대포속 사람 찾기:대포를 쏘는데 누군가에 어린시절 사진에 나타난다 누군지 선택한다 유리창 닦는 용만이와 비슷함
- 휴대폰 번호 맞히기:휴대폰으로 여러 가지 숫자를 누른다 끝에 누른 숫자 2개 혹은 3개의 숫자를 적는다
- 실로폰으로 음 맞히기:실로폰으로 하나의 음을 친다 그 음을 듣고 어떤 음인지 맞힌다. 실로폰에서 피아노,와인잔으로 바뀌기도 했다
- 풍선 터트린 순서 맞히기:여러개 풍선가운데서 풍선이 터지는 순서대로 입력한다.
- 시계문제:시계가 돌아가다가 멈춘다 멈춘 시계에 정확한 시간을 입력한다.
- 거울에 비친 시계문제:시계가 거울에 비치는데 멈춘 시계에 정확한 시간을 입력한다.
- 누구게요?:어떤 연예인의 신체 일부분을 보고 누구인지 추측해서 맞힌다.
- 추억의 산수문제:손가락으로 접었다 폈다하다가 멈춘다 편 손가락 개수로 계산한다
- 방귀뀐 횟수 맞히기:방귀뀐 소리를 듣고 몇번 뀌었는지 맞힌다 한명 혹은 두명이 방귀를 뀐다
- 수박씨 세기:탁자위에 있는 수박씨를 보고 몇개있지 예측해서 맞힌다 수박씨에서 포도씨로 바뀌기도 했다.
- 수박씨 세기 2:두개의 탁자위에 수박씨를 보고 어느쪽이 많은지 예측해서 맞힌다.
- 계산 문제:숫자가 한글로 나온다 그걸 보고 계산한다
- 떡먹은 용만이 찾기,떡 안먹은 용만이 찾기:3명 혹은 4명의 용만이가 나오는데 한사람이 떡을 먹거나 떡은 안먹는다 이리저리 섞는다 어떤 용만이가 떡을 먹거나 안먹었는지 찾는다.시기에 따라서 물건이 바뀌기도 한다.
- 전화벨소리 맞히기:4개 혹은 5개의 전화벨소리가 있는데 일단 다듣고 기억했다가 하나의 전화벨소리를 들려준다 몇번째있는 전화벨소린지 맞힌다.
- 물고기문제-어항버전:어항속에 있는 물고기를 세어 몇마린지 맞힌다
- 물고기문제-바다버전:바다속에 물고기가 헤엄치는데 갑자기 죠스가 나타난다 어느쪽에 물고기가 도망갔는지 예측해서 맞힌다.
- 으아 하는 흥국이:김흥국이 어떤 이야기를 하다가 '으아'를 외친다 '으아'를 몇번했는지 맞힌다.
- 타잔 용만이:타잔이 소리를 지르는데 몇초동안 소리를 질렀는지 예측해서 맞힌다 용만이 부르기,멀리뛰기 용만이,잠수하는 용만이와 비슷함
- 도형 문제:4개의 도형가운데 3개의 도형은 같은 그림인데 1개의 도형은 다른그림이다 다른 그림의 도형을 맞힌다
- 그림 퍼즐:4조각,5조각,6조각으로 구성된 그림을 보여준다 그리고 한조각의 그림을 보여준다 몇번째 조각인지 맞힌다.
- 과녁 문제:과녁에서 표시된 부분을 합해 몇점인지 계산한다.
- 징검다리 건너기:징검다리 건넌 순서대로 번호를 입력한다.
- 캉캉 춤 삼총사:3명이 나와 캉캉춤을 춘다 캉캉춤을 추다가 발바닥에 숫자가 적혀있다 큰숫자 작은숫자 순서대로 입력한다. 치어리더 삼총사와 비슷함
- 캉캉 춤 삼총사 2:3명이 나와 캉캉춤을 춘다 캉캉춤을 추다가 발바닥,엉덩이에 숫자가 적혀있다 0부터 9까지 숫자중 없어진 숫자를 적는다.
- 훌라후프 넘기:훌라후프를 넘은 개수를 센다.
- 비눗방울 문제:비눗방울이 터지면 숫자가 보인다 가장 큰숫자 순서대로 2개 혹은 3개적는다
- 카우보이 용만이:여러개의 풍선이 터지는데 맨처음에 터지는 숫자,맨 마지막에 터지는 숫자 순서대로 적는다.
- 틀린 글자 찾기:제시된 글자가 화면속에 채워지는데 틀린글자가 몇군데 있다 틀린글자가 몇개인지 맞힌다.
- 용순이 꽃점:'사랑한다','사랑하지 않는다'하면서 꽃잎을 뗀다 남은 꽃잎수로 결정해서 맞힌다.
- 많은 과일 찾기:3종류의 과일이 이리저리 튕긴다 어떤 과일이 많은지 찾는다.
- 매트릭스 용만이:용만이가 피한 총알의 개수를 센다.
- 사격 문제:사격총으로 몇개의 목표물을 깨트렸는지 맞힌다
- 밤손님 용만이:손전등으로 이리저리 보이는 그림을 보고 없는 물건을 고른다.
- 한글 조합문제:자음과 모음을 조합하여 하나의 단어를 만든다.
- 미용실간 용만이:용만이가 미용실에가서 여러 가지 머리스타일을 변신한다 안한 머리스타일을 고른다.
- 카운트 다운:10부터 1까지 숫자를 거꾸로 세는데 말하지 않은 두개의 숫자를 낮은 순서대로 적는다
- 카운트 다운 2:1부터 7까지 숫자중 아무거나 숫자를 말하는데 말하지 않은 하나의 숫자를 적는다.
- 스파이더맨 용만이:용만이가 스파이더맨이 되어 여러 가지 포즈를 취한다 취하지 않은 포즈를 고른다
- 007미팅:누군가 전화로 용순이의 인상착의를 듣는데 인상착의에 해당하는 용순이 고른다
- 차력사 용만이:용만이가 촛불을 끄는데 몇개의 촛불을 껐는지 맞힌다
- 틀린 구구단 찾기:한사람이 구구단을 외우는데 몇번째 구구단이 틀렸나,혹은 몇번 틀렸나를 맞힌다.
- 떡써는 용금이:용금이가 떡을 써는데 몇개의 떡을 썰었는지 맞힌다
- 의녀 용금이:용금이가 침을 놓는데 몇번 침을 놓았는지 맞힌다.
- 엘리베이터 타기:사람들이 엘리베이터를 타는데 올라갔다 내려갔다한다 최종적으로 몇층에 멈췄는지 맞힌다 단,1층부터 시작!
- 브레인출석부:오늘 나온 출연자중 몇명을 골라 출석하거나 어떤 주제에 관계있는 단어를 얘기한다 그걸 들은후 그 단어와 일치한 사람을 고른다.
- 100m 달리기:용만이와 친구들이 100m달리기 하는데 누가 1등으로 들어오는지 맞힌다.
- 알까기:한개의 바둑돌로 여러개의 바둑알을 치는데 몇개가 날아갔는지 맞힌다.
- TV보는 용만이:용만이가 TV를 보는데 이리저리 채널을 돌린다 채널속에 연예인의 모습이 나타나는데 어떤 연예인이 몇번 채널에 있었는지 맞힌다.
- 브레인 붕어빵:9개의 틀중 하나의 틀만 붕어빵을 만드는데 이리저리 뒤집는다 어느쪽에 붕어빵이 있는지 맞힌다. 별과자와 비슷함
- 대관람차 용만이:용만이가 대관람차를 타는데 이리저리 돌고 도는데 어느쪽에 용만이가 있는지 맞힌다.
- 스파이를 찾아라:16명의 출연진 중에 개인 카메라 16대 중 1대만 녹화에 참여하지 않았던 멤버의 얼굴이 비춘다. 그 1명이 1번에서 16번 카메라 중 몇번인지를 찾는다.

## 역대 댄스 문제
율동을 따라하다가 가사에 해당하는 동작이나 없던 동작을 선택한다.
어떤 경우에는 그림에 나온 것,안 나온것을 찾는 경우가 있다.
- 올챙이와 개구리
- 씽씽 쌩쌩
- 곰세마리
- 달은 우리거예요
- Brain 댄스송
- 7공주 러브송

## 준결승, 결승전 게임

### 안면 기억 퍼즐
- 12,16칸의 얼굴을 보고 똑같은 얼굴의 위치를 찾는게임
- 2003년 1월까지는 1대 1대결로 진행
- 2003년 6월부터 2라운드에 통과한 10명이 12분할화면 문제로 2명의 결승진출자를 가렸다.

### 단어 조합 퍼즐
- 여러개의 글자를 보고 주어진 주제에 맞는 단어를 조합해서 맞히는 게임
- 초기에는 2라운드 대결로 진행되다가 2003년 9월부터 결승전에서 다시 부활했었다.
- 문제 주제어:개그맨 이겅규김용준유제식간오동 정답:이용식

### 순간 기억 게임
- 3라운드에 진출한 5명의 대결
- 주어진 주제에 맞는 단어 30개를 보고 기억해서 단어를 맞히는 게임
- 맞힌 사람은 다른 사람을 지목한다.
- 시간 안에 답을 못 말하거나, 중복 답을 말하면 탈락하며, 2명이 남을 때까지 계속된다.

### 기억의 계단
- 결승전에서 올라온 2명의 대결
- 10차례로 보여지는 색깔을 보고 순서대로 색깔 계단을 밟는 게임
- 한 사람 씩 진행하고, 중간에 잘못 밟으면 다시 처음부터 진행해야 한다.
- 먼저 성공하는 사람이 우승한다.

### 기억의 징검다리
- 결승전에서 올라온 2명의 대결
- 파란색으로 이어진 통로를 보고 그대로 기억해서 건너는 게임
- 한 사람 씩 진행하고, 틀리면 처음부터 진행하며, 3번의 기회가 허용된다.
- 먼저 성공하는 사람이 우승한다.(둘다 보관됨 2022-04-06 - 웨이백 머신 실패시 장학금은 다음 주로 이월)
- 그 뒤 한 사람 씩 도전해서 먼저 성공하는 사람이 우승하는 형식으로 바뀌었다.

### 그림조합퍼즐
- 주어진 연예인사진을 보고 12조각으로된 그림을 완성하는 게임

### 2초 기억 게임
- 위에 그림을 잘 기억한 후에 밑에 없는 그림을 맞히는 게임

### 문장조합퍼즐
- 결승전에서 올라온 4명의 대결
- 주어진 글자를 모두 사용해 하나의 문장 혹은 문구를 만드는 게임(예 : 의식주식채 - 채식주의자)
- 먼저 3문제를 맞힌 사람이 우승

### 줄 퀴즈
- 각 줄 팀원 전원이 단합을 해 문제를 푸는 게임
- 문제는 단어 조합 퍼즐로 진행됐으며, 시간 안에 맞히면 점수를 획득한다.

### 빙고 게임
- 9개의 화면속에 출연자가 나온다 같은성별로 이루어진 빙고줄수를 맞히는 게임

### 열린 창 순서 외우기
- 9개의 창문 가운데 열린 순서대로 번호를 입력한다

### 같은 그림 찾기
- 하나의 그림을 보고 옆에 있는 그림가운데 같은 그림이 몇개있는지 맞히는 게임

## 쉬는 코너

### OX토크
주어진 질문에 출연자 전원이 O,X로 대답한다

### 숫자토크
주어진 질문에 출연자 전원이 숫자로 대답한다

### 저요 저요
출연자중에 한사람을 골라 그 사람에 대해 질문을 하면 지목당한 사람은 질문에 대답한다.

### 선택 A! B!
주어진 명제를 보고 A와 B중 둘중 선택해서 많은 출연자들이 찍은 보기를 고른 출연자에게 보너스 10점이 주어진다.

### 브레인 투표
주어진 질문에 해당하는 사람을 출연자 전원이 투표한다

### 브레인 백일장
제시된 단어를 이행시,삼행시로 지어 재밌게 쓴사람은 보너스 10점을 가져간다.

### 브레인 연기대상
8명씩 1,2조로 나뉘어 8명이 연기하는걸 보고 나머지 8명이 평가해 투표한다. 최다 득표자는 보너스 20점을 가져간다.

## 낙엽줄
가운뎃줄을 비유한 말로 자주 떨어지는 출연자를 가운뎃줄로 나와 대부분 탈락하는데서 낙엽줄이라고 비유했다.

### 낙엽줄 역대 출연자
- 양택조
- 서수남
- 윤무부
- 윤문식
- 김흥국
- 김애경
- 정원관 외 다수

낙엽줄에서 우승자는 나가기도 했으며, 간혹 다시 출연하기도 했다. 하지만 김흥국은 프로그램이 끝날때까지 낙엽줄을 지켰다

## 기록
- 최고령 꼴찌:엄앵란 (당시 68세)
- 최연소 꼴찌:황정음 (당시 18세)
- 최다 꼴찌:양택조 (5회로 추정/비공식)
- 최다 우승자:이윤석
- 최연소 우승자:JR(엄영인) (당시 13세)
- 최고령 우승자:양택조 (당시 66세)

## 역대 결승확정자
- 31회:김한석
- 36회:양택조
- 37회:김지훈
- 38회:자두
- 40회:이윤석
- 49회:장우혁
- 55회:김재덕
- 56회:이윤지
- 62회:지상렬
- 63회:최현호
- 66회:박상민
- 67회:김지훈
- 69회:이연경(백조의 호수특집)
- 71회:김장훈
- 79회:김도향(어버이날 특집)
- 81회:김완태 (DJ특집)
- 94회:신 (前 3-BOYS 멤버)

## 역대 우승자
- 1회:신지
- 2회:이선정
- 3회:표인봉
- 4회:조형기
- 5회:류시현
- 6회:김현정
- 7회:김성주
- 8회:김학도
- 9회:공형진
- 10회:표진인
- 11회:하리수
- 12회:김명국
- 13회:한기범
- 14회:수진 (前 슈가 멤버)
- 15회:김원철
- 16회:김한국
- 17회:박미선
- 18회:김정훈 (前 UN 멤버)
- 19회:김영철
- 20회:오종혁 (前 클릭B 멤버)
- 21회:김재덕
- 22회:안재모
- 23회:임유진
- 24회:서수남
- 25회:유빈 (前 K-POP 멤버)
- 26회:이무송
- 27회:이상인
- 28회:김애경
- 29회:표진인 (왕중왕전 특집)
- 30회:김제동
- 31회:김한석
- 32회:임성언
- 33회:김윤경
- 34회:강현수
- 35회:심태윤
- 36회:양택조
- 37회:유진
- 38회:자두 (前 자두 멤버)
- 39회:신지
- 40회:아유미 (前 슈가 멤버)
- 41회:방현주 (아나운서 특집)
- 42회:박정아
- 43회:김가연
- 44회:이윤석
- 45회:문희준
- 46회:정덕희 (꼴찌 특집)
- 47회:故 김지훈 (前 듀크 멤버)
- 48회:정준하
- 49회:장우혁
- 50회:AND
- 51회:강두 (前 자두 멤버)
- 52회:최윤영 (2003 미스코리아)
- 53회:박경추
- 54회:김완태
- 55회:윤철형
- 56회:이윤지
- 57회:이선진
- 58회:염경환
- 59회:류현경(성탄특집)
- 60회:김빈우(송년특집)
- 61회:이윤석
- 62회:지상렬
- 63회:최현호
- 64회:최대현 (아나운서)(설특집)
- 65회:조갑경(가수 특집)
- 66회:이화선
- 67회:강동원
- 68회:채연(졸업 특집)
- 69회:이연경(백조의 호수특집)
- 70회:조혜련(코미디 특집)
- 71회:김장훈
- 72회:강두 (前 자두 멤버)
- 73회:김예지 (일반인)
- 74회:테이 (야구선수 특집)
- 75회:주영훈(MC특집)
- 76회:홍경인
- 77회:추자현
- 78회:이윤석(어린이날 특집)
- 79회:김도향(어버이날 특집)
- 80회:최승 (한의사)(수학여행 특집)
- 81회:박혜진 (DJ특집)
- 82회:우지원 (농구선수 특집)
- 83회:이성진
- 84회:추자현
- 85회:엄성모 (탤런트)
- 86회:김하나 (前 클레오 멤버)(카리스마 특집)
- 87회:JR(엄영인) (가수)
- 88회:김C
- 89회:이승기
- 90회:이재성 (한의사)
- 91회:차상은
- 92회:신정선 (미스코리아)
- 93회:최건희 (탤런트)
- 94회:신 (前 3-BOYS 멤버)
- 95회:이승기
- 96회:유진(방송의 날 특집)
- 97회:김종국
- 98회:소이
- 99회:이미진 (슈퍼모델)
- 100회:이화선 (100회 특집)
- 101회:수진 (前 슈가 멤버)
- 102회:김병세
- 103회:성진우
- 104회:최현우 (마술사)
- 105회:故 안재환
- 106회:최란
- 107회:김흥국(가수 특집)
- 108회:서진영 (가수)
- 109회:이성진
- 110회:김태현 (탤런트)(성탄특집)
- 111회:김나운(신년특집) 16명중에 1명만에 우승
- 112회:소이
- 113회:춘자
- 114회:故 터틀맨 (前 거북이 멤버)
- 115회:황보
- 116회:임경진
- 117회:노홍철
- 118회:박준형 (개그맨)
- 119회:홍경민
- 120회:염경환
- 121회:이인혜
- 122회:류현경 (성우 특집)
- 123회:박광현
- 124회:서민정
- 125회:김나운
- 126회:김창렬 (마지막회)

## 찬스제도
각 줄당 찬스의 기회를 준다 가운뎃줄은 3번,앞줄과 뒷줄은 1번의 찬스를 갖는다. 찬스를 걸고 각 줄 전원이 정답을 맞히면 더블점수

## 국민대표
브레인서바이버를 즐겨보는 시청자를 한분을 뽑아 직접 출연한다 국민대표가 1라운드에 통과했을 때는 김치냉장고를 선물로 받는다 이제도는 2004년 3월부터 2004년 6월까지 했었다.

## 패러디
코미디 하우스에서 정준하와 문천식이 바보같이 행동하는 바람에 브레인 서바이버 자체가 패러디되어 2003년 5월 3일부터 코미디 하우스에서 노브레인 서바이버 라는 코너가 생겨났다. mc는 표영호가 맡았고, 그 인기에 여세를 몰아 노브레인 서바이버 시즌 2에서는 김현철이 mc를 맡고, 김영철, 박희진 이 패널로 출연했으나 방송 몇 주 만에 김현철에서 mc가 김학도로 바뀌었다. 김현철은 mc에서 패널로 교체됐다.

## 에피소드
- 관계없는 그림찾기 문제에서 이의제기가 들어온 적이 있었다. 문어를 빗이나 포크로 잘못 본 사람들이 나타난 것이다. 결국 그 문제는 무효처리되었다.
- 단어조합퍼즐게임을 하던 아유미가 새이름 관련 문제에서 까마귀밖에 모른다고 밝혔다. 그런데 그렇게 말했던 까마귀가 정답처리되었다.
- 이상우가 손가락 산수문제에서 접었다 폈다하는 손가락을 모두 다 세 45라고 답을 표시한 적이 있었다.
- 정준호가 처음부터 12문제를 연속으로 틀려 곤혹을 치렀다.
- 특유의 바보스런 이미지 덕분에 코미디 하우스의 '노 브레인 서바이벌'이라는 코너까지 맡게 되었던 정준하가 48회 방송분에서 환희를 꺾고 우승을 하는 이변을 연출한 적이 있었다.